# Ron Kellogg
Ronald A. "Ron" Kellogg Jr. (Omaha, 19 de diciembre de 1962) es un exjugador de baloncesto estadounidense. Con 1,98 metros de altura, jugaba en la posición de alero. 

## Trayectoria deportiva
Después de 4 temporadas universitarias con los Kansas Jayhawks, fue seleccionado en posición 42 de la segunda ronda del Draft de la NBA de 1986, por los Atlanta Hawks. Sin embargo, nunca jugó en la NBA y continuó su carrera en la CBA jugando en los Omaha Racers, Savannah Spirits y Yakama Sun Kings, hasta su retirada en 1991.

## Palmarés
- Medalla de plata en la Universiada de 1985 celebrada en Kobe con la selección estadounidense.